# Parque nacional de Bayanaul
El Parque nacional de Bayanaul (en kazajo: Баянауыл ұлттық паркі; en ruso: Баянаульский национальный парк) es un parque nacional de Kazajistán, situado en el sureste de la provincia de Pavlodar. Fue establecido en 1985 y comprende un área de 68.453 hectáreas. El parque sirve como un destino popular de vacaciones para los residentes de Pavlodar. El parque cuenta con tres lagos de agua dulce: Toraygir, Sabyndykol y Jasybay. El primero de ellas lleva el nombre de un poeta kazajo, Sultanmahmut Toraygirov que pasó su infancia allí.